# Union fait la Nation
L'Union fait la Nation (UN) est une coalition de partis politiques constituée au Bénin en 2011.
Cette alliance est une version étendue de l'Alliance pour une dynamique démocratique (en) qui a existé de 2003 à 2011.

## Historique
L'Union fait la Nation réunit un grand nombre de partis avec l'objectif d'écarter du pouvoir le président en exercice, Thomas Boni Yayi. Elle est dirigée par Bruno Amoussou et Nicéphore Soglo, anciens adversaires politiques, qui décident de soutenir ensemble la candidature d'Adrien Houngbédji lors de l'élection présidentielle de 2011. Ce projet n'aboutit pas puisque le président sortant est réélu dès le premier tour.

## Composition
- Parti du renouveau démocratique (PRD)
- Mouvement africain pour le développement et le progrès (MADEP)
- Parti social-démocrate (PSD)
- Renaissance du Bénin (RB)
- Force Clé (FC)
- Mouvement pour le développement et la solidarité (en) (MDS)
- Union nationale pour la démocratie et le progrès (en) (UNDP)
- Parti pour la démocratie et le progrès social (PDPS)
- Rassemblement des démocrates libéraux pour la reconstruction nationale (en) (RDLRN)

## Résultats électoraux

### Élections présidentielles
| Année | Candidat          | Voix      | %     | Rang |
| ----- | ----------------- | --------- | ----- | ---- |
| 2011  | Adrien Houngbédji | 1 059 396 | 35,64 | 2e   |

### Élections législatives
| Année | Voix               | %                  | Rang               | Sièges             |
| ----- | ------------------ | ------------------ | ------------------ | ------------------ |
| 2011  | 537 632            | 26,89              | 2e                 | 30 / 83            |
| 2015  | 422 715            | 14,35              | 2e                 | 13 / 83            |
| 2019  | Ne peut participer | Ne peut participer | Ne peut participer | Ne peut participer |